# کلودیوس آلبینوس
کلودیوس آلبینوس (زادهٔ پیرامون ۱۵۰ – درگذشتهٔ ۱۹ فوریهٔ ۱۹۷) از غاصبان امپراتوری روم بود که در سال ۱۹۳ و پس از به‌قتل رسیدن پرتیناکس، امپراتور وقت از سوی لژیون‌های مستقر در بریتانیای روم و هیسپانیا امپراتور نامیده شد.

## زندگینامه
آلبینوس در خانواده‌ای اشرافی در هادرومتوم در آفریقا زاده شد. بنا به گفتهٔ پدرش از آنجا که پوست بدن او بسیار سفید بود او را آلبینوس نامیدند. آلبینوس که تمایل زیادی به تجربهٔ یک زندگی نظامی داشت در سنین جوانی وارد ارتش شد و عملکرد بالایی از خود به‌ویژه در زمان شورش آویدیوس کاسیوس در ۱۷۵ علیه امپراتور مارکوس اورلیوس از خود نشان داد. شایستگی‌های آلبینوس طی دو نامه از جانب امپراتور مورد تأیید قرار گرفت و او آلبینوس را آفریقایی‌ای خطاب نمود که شباهت کمی به هم‌وطنانش دارد و از نظر تجربهٔ نظامی و وقار شخصیت ستودنی است. امپراتور همچنین اعلام نمود که بدون وجود آلبینوس، لژیون‌های مستقر در بیثنیا ممکن بود که به آویدیوس کاسیوس بپیوندند و دیگر اینکه او تمایل به انتخاب آلبینوس به‌عنوان کنسول روم دارد.
در زمان امپراتوری کومودوس او آلبینوس را به فرماندهی گالیا بلجیکا و پس از آن بریتانیای روم رساند. اما پس از انتشار شایعهٔ مرگ کومودوس (علی‌رغم زنده‌بودن او)، آلبینوس در برابر سربازانش به صحبت علیه کومودوس پرداخت و او را فردی ستمگر نامید و از نیاز به بازگرداندن قدرت و جایگاه باستانی سنای روم به آن سخن گفت و این کار را برای امپراتوری روم مفید دانست. سنای روم پس از اطلاع از این سخنان بسیار خرسند گردید اما در مقابل، کومودوس که خشمگین شده بود یونیوس سوروس را برای برکناری آلبینوس از فرماندهی و عهده‌دار شدن این مقام به پیش او فرستاد. آلبینوس اما جانشینی یونیوس سوروس به عنوان فرماندهٔ جدید را برنتافت و خود در این مقام تا زمان قتل کومودوس و سپس جانشینش پرتیناکس در سال ۱۹۳ باقی‌ماند.
پس از مرگ پرتیناکس، کوئینتوس آملیوس لیتوس، فرماندهٔ پرتورین‌ها و مردانش که ترتیب این سوء قصد را داده بودند، منصب امپراتوری را به سناتور ثروتمندی به نام دیدیوس ژولیانوس فروختند و او را امپراتور ساختند. اما این موضوع به شورش سربازان مستقر در استان‌های امپراتوری انجامید و بی‌درنگ پس از او پسنیوس نیگر از سوی لژیون‌های مستقر در سوریه، سپتیموس سوروس از سوی نیروهای حاضر در ایلیریکوم و پانونیا و آلبینوس از سوی سپاهیان حاضر در بریتانیا و گل امپراتور نامیده شدند.
این موضوع باعث بروز جنگی داخلی بر سر قدرت شد. آلبینوس نخست با سپتیموس سوروس که رم را تصرف کرده بود متحد گردید، نام سپتیمیوس را برگزید و مقام سزاری را از جانب او پذیرفت. آندو همچنین در سال ۱۹۴ به‌طور مشترک کنسول روم شدند. آلبینوس در این مدت با کمک سه لژیون مستقر در بریتانیا و یک لژیون مستقر در اسپانیا عملاً رهبری بخش غربی امپراتوری را بر عهده داشت. پس از آنکه دیدیوس ژولیانوس با حکم سنا که از قدرت سپتیموس سوروس وحشت داشتند به قتل رسید، سوروس علیه پسیموس نیگر وارد جنگ شد. نیگر در سال ۱۹۴ شکست خورده و کشته شد و سپتیموس سوروس خود را حاکم بلامنازع امپراتوری روم ساخت. آلبینوس که در این زمان موقعیت خود را در خطر می‌دید آمادهٔ مقاومت شد. سوروس پیکی را به پیش آلبینوس فرستاد تا او را بکشد اما آلبینوس توانست از این ترور جان سالم به‌در برد.

## ادعای امپراتوری و مرگ
آلبینوس در پاییز سال ۱۹۶ خود را امپراتور نامید و بخش عظیمی از نیروهای خود در بریتانیا را با خود به گل آورد. او ویریوس لوپوس، نمایندهٔ تام‌الاختیار سپتیموس سوروس را شکست داد و به منابع نظامی مستقر در گل دست یافت. او لوگدونوم را مقر نیروهای خود ساخت با وجود این نتوانست حمایت لژیون‌های مستقر در راین را به‌دست آورد.
نیروهای آلبینوس و سپتیموس سوروس در ۱۹ فوریهٔ ۱۹۷ با یکدیگر رودررو شدند که به نبرد لوگدونوم انجامید. پس از نبردی سخت بین دو طرف که بنا به نوشته‌های کاسیوس دیو نیروهایی مشتمل بر ۱۵۰٬۰۰۰ سرباز داشتند آلبینوس شکست خورد. او یا خود را کشت یا اسیر شده و به فرمان سوروس اعدام شد. سوروس فرمان داد تا جسد برهنهٔ آلبینوس را در مقابل او بر روی زمین گذارند تا به عنوان آخرین تحقیر با اسبش از روی آن بگذرد. جسد آلبینوس را سپس گردن زدند و با همسر و فرزاندانش نیز چنین کردند. سپس اجساد بدون سر آلبینوس و خانواده‌اش را به درون رود راین انداختند. سوروس سپس سر جداشدهٔ آلبینوس را به منزلهٔ هشداری برای هواداران او همراه با نامه‌ای که سنا را برای حمایتشان از آلبینوس مسخره کرده بود به رم فرستاد. سربازان سوروس سپس لوگدونوم را غارت کرده و ویران ساختند و پیروانش را بی‌رحمانه مورد اذیت و آزار قرار دادند.
آلبینوس از نظر بدنی مردی زیبا و قوی بود. او همچنین فرمانده‌ای بود با تجربه و گاه بی‌رحم. او یک یا دو پسر داشت که همراه با مادرشان به فرمان سوروس اعدام شدند. همچنین گفته می‌شود که او رساله‌ای نیز در زمینهٔ کشاورزی و مجموعه داستان‌هایی با عنوان Milesian را نوشته بود.